# Лазар Сайчич
Лазар Сайчич (серб. Лазар Сајчић / Lazar Sajčić, нар. 24 вересня 1996, Белград) — сербський футболіст, захисник клубу «Гориця».

## Кар'єра
Народився 24 вересня 1996 року в місті Белград. Вихованець футбольної школи клубу «Партизан». Дорослу футбольну кар'єру розпочав 2013 року в основній команді того ж клубу.
Згодом з 2013 по 2018 рік грав у складі команд «Телеоптик», «Синджелич», «Ягодина», «Борац» (Чачак) та «Динамо» (Чеські Будейовиці).
До складу клубу «Городея» приєднався 2019 року.

## Досягнення
- Володар Кубку Білорусі: 2021/22